# Herb Mukaczewa

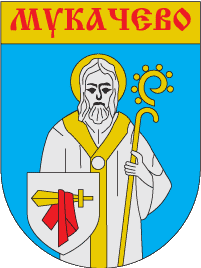
Herb Mukaczewa

Herb Mukaczewa  stanowi w polu niebieskim srebrna postać mężczyzny w szacie srebrnej ze złotymi wyłogami przedstawionego od ud w górę. Głowę świętego otacza złoty nimb. W lewej ręce złoty pastorał, w prawej srebrna tarcza ze złotym mieczem skierowanym w heraldycznie prawą stronę przecinającego czerwony płaszcz. Herb wieńczy czerwony na złotym tle napis „МУКАЧЕВО”.
Głównym elementem herbu jest święty Marcin z Tours, patron miejscowej katedry, a obecnie także miasta. Tarcza trzymana w prawej ręce nawiązuje do legendy o świętym.

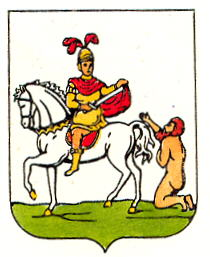
Herb Mukaczewa z 1376 roku

22 maja 1376 roku Mukaczewo uzyskało prawo używania pieczęci z wizerunkiem św. Marcina, patrona miejscowego kościoła.
Herb z 1577 roku przedstawiał całą postać Marcina jako biskupa z pastorałem w lewej ręce, a uniesioną prawą udzielającego błogosławieństwa.
Dziewiętnastowieczna pieczęć przedstawiała świętego jako rzymskiego legionistę na koniu i klęczącego obok żebraka.
Współczesny herb Rada Miasta Mukaczewo zatwierdziła 13 sierpnia 1998 roku. Autorami herbu są A. Andyaloshi i V. Tsigak